# Pseudauchen epinephali
Pseudauchen epinephali är en hakmaskart som först beskrevs av Yamaguti 1936.  Pseudauchen epinephali ingår i släktet Pseudauchen och familjen Rhadinorhynchidae. Inga underarter finns listade i Catalogue of Life.